# レオン・ポウ
レオン・ポウ（Leon Powe Jr., 1984年1月22日 - ）はアメリカ合衆国カリフォルニア州オークランド出身の元バスケットボール選手。NBAのボストン・セルティックスなどに所属していた。数々の逆境を乗り越えてNBA選手になったため、周囲からは"The Grown Man"と呼ばれている。

## 経歴

### 生い立ち
7人兄弟の長男として生まれた。彼が2歳の時父親が家から去り、ポウは貧困の中で幼少期を過ごした。母親のランドリーは定職に就けず転職を繰り返したが、それでも懸命に子供達を育て、またポウもフリーマーケットで僅かばかりの金銭を稼ぎながら一家の家計を支え、貧しいながらも兄弟たちが揃った幸せな日々を過ごしていた。
1991年、ポウが7歳の時に自宅が火事に遭い、一家はホームレス生活を余儀なくされた。一家はおばや祖母の家、ホームレスのための避難所、粗末なアパートやモーテル、時には廃車の中など、住処を転々とした。極度の貧困は母親を犯罪に走らせ、1994年、ポウが10歳の時に万引きで逮捕され、さらに福祉詐欺でも有罪となった。ソーシャルワーカーの判断により、ポウを含む兄弟たちは全員里子に出され、一家は離散した。その後のポウは麻薬取引にも手を出す不良グループと付き合うようになったが、中学生になってからは次第にバスケットに熱中していくようになる。

### 学生時代
高校はオークランド工業高校に進学し、ここでポウは著しい成長を見せた。ポウは兄弟の面倒を見るためにしばしば学校に通えないこともあったため、高校1年生の時には学業の遅れを取り戻すべく、周囲の助けを借りながら勉学に励んだ。そして2年生になるとバスケット選手として頭角を現し、チームの主力選手の一人が長期欠場したのを機会にエース級の活躍を見せるようになる。このシーズンは平均24得点13リバウンドの成績を記録し、州トーナメントでは準決勝まで勝ち進んだ。ポウの評判は瞬く間に広がり、アディダスABCDキャンプにも招待された。練習試合では15得点を記録し、大学やNBAのスカウトからも注目を集めるようになった。3年生のシーズンには平均28得点14リバウンド3ブロックの成績を残し、州トーナメントでは決勝にまで進出。決勝の4日前には、病の床に着いていた母親のランドリーが他界してしまうが、ポウは逆境にもめげずにチームを優勝に導いた。最終学年には27.4得点14.2リバウンド3.1ブロックの成績を残し、ゲータレード選出のカリフォルニア年間最優秀選手、パレード誌選出のオールアメリカファーストチームに選ばれた。州トーナメントも連覇し、マクドナルドの高校オールスターゲームにも出場した。彼の背番号は同校初の永久欠番となった。
高校での目覚しい活躍により奨学金を得たポウは、カリフォルニア大学バークレー校に進学。1年目の2003-04シーズンから主力選手として活躍し、15.1得点9.5リバウンドの成績を記録し、Pac-10カンファレンスでは初となる1年生でのカンファレンスリバウンド王に輝いた。さらにカンファレンスの新人王も獲得した。
翌2004-05シーズンは膝の故障によりシーズンを全休したが、翌2005-06シーズンには復活を遂げ、20.5得点10.1リバウンドの成績を記録し、カンファレンスの得点王とリバウンド王に輝いた。得点王とリバウンド王を同時に達成したのは同校初、カンファレンスでも6人目であった。またカリフォルニア年間最優秀選手、AP通信、ESPN.com、全米バスケットボール記者協会のオールセカンドチームに選ばれた。在学中の平均17.8得点は同校6位、9.8リバウンドは4位、2005-06シーズン通算フリースロー試打数270本、成功数194本は同校の新記録である。大学では2シーズンだけプレイし、2006年のNBAドラフトにアーリーエントリーした。

### NBAキャリア
大学ではエースとして活躍したポウだが、パワーフォワードとしてはサイズが足りないため、ドラフトでは2巡目49位という下位指名を受けた。指名したのはデンバー・ナゲッツだったが、その後ボストン・セルティックスにトレードされた。ルーキーイヤーとなった2006-07シーズン、セルティックスは故障者が続出し、チーム記録となる18連敗を記録するなど、悲惨なシーズンを送っていた。しかしドラフト下位指名のポウにとっては幸運に働き、特に故障者が多かったセンターのバックアップとして比較的多くの出場機会が得られた。このシーズンは63試合に出場し、平均11.4分の出場で4.2得点3.4リバウンドの成績を残した。
オフに入るとセルティックスはチームの大改造を行い、ケビン・ガーネット、レイ・アレンといった大物選手を次々と獲得、その代償として10人の選手を放出した。セルティックスに残ったポウは、ガーネットのバックアップとして期待された。レギュラーシーズンはガーネットのターゲット・センター凱旋試合となった (ガーネットは欠場で、試合前の挨拶でコートに登場)、2008年2月8日のミネソタ・ティンバーウルブズ戦で、決勝のレイアップシュートを決め、更にガーネットとアレンが同時に欠場した4月16日のマイアミ・ヒート戦で、25得点11リバウンドを記録しチームを勝利に導くなど期待通りの働きを見せたが、プレイオフに入るとベテランPFのP.J.ブラウンに出場時間を奪われ、途端に存在感が薄れてしまった。大型補強の甲斐あって一躍リーグのトップチームに躍り出たセルティックスはプレイオフも勝ち抜き、ついにはファイナルに進出するが、ポウの出場時間はプレイオフ1回戦では平均17.7分あったのが、カンファレンス決勝では4.5分にまで削られていた。しかしロサンゼルス・レイカーズとのNBAファイナル第2戦で、ポウは脚光を浴びる活躍をする。この日のポウの出場時間は15分に満たなかったが、シュート7本中6本成功、21得点を記録し、チームの勝利に大きく貢献した。試合は終盤レイカーズの猛反撃に遭い、危うく敗北してしまうところであったため、特にポウの活躍が光った。ハーフタイムにはポウの生い立ちが紹介されたため、その波乱万丈な人生とともにガーネットらの陰に隠れた無名選手の名前が一気に広まるきっかけとなった。シリーズは4勝2敗でセルティックスが制し、ポウはNBA2年目で早くもチャンピオンリングを手に入れることとなった。
2010-11シーズンはクリーブランド・キャバリアーズで14試合出場した後、2月24日にウェーバーされた。その後3月にメンフィス・グリズリーズと契約、この年合計30試合に出場した。
2012年3月、プエルトリコのチームと契約した。

## プレイスタイル
パワーフォワードとしてはサイズに恵まれなかったが、その分を屈強な肉体と運動量で補い、インサイドでも勝負ができる。腕が比較的長く、リバウンドで強さを発揮する。